# Prostřední Vydří

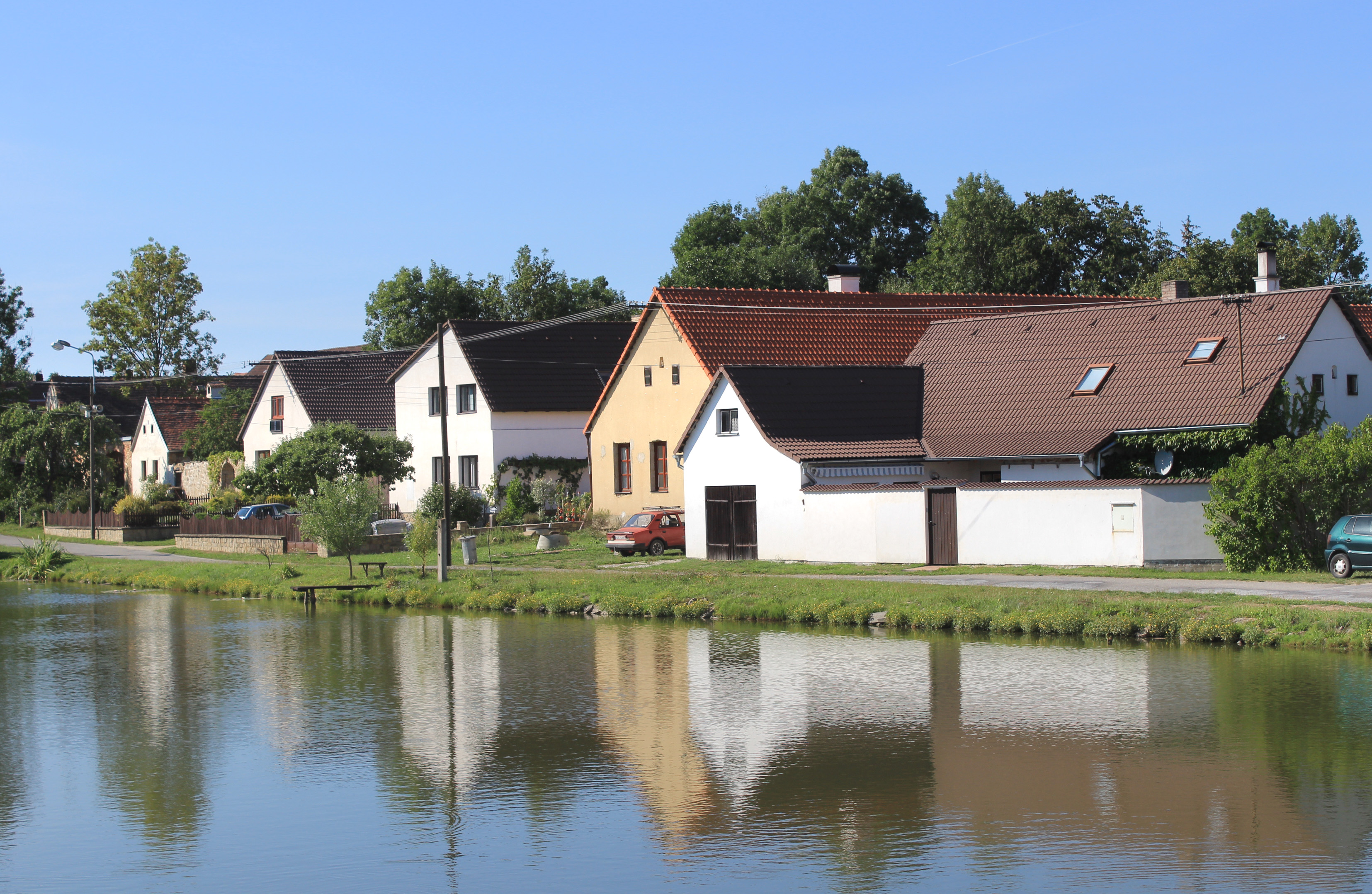
Häuser am östlichen Dorfteich

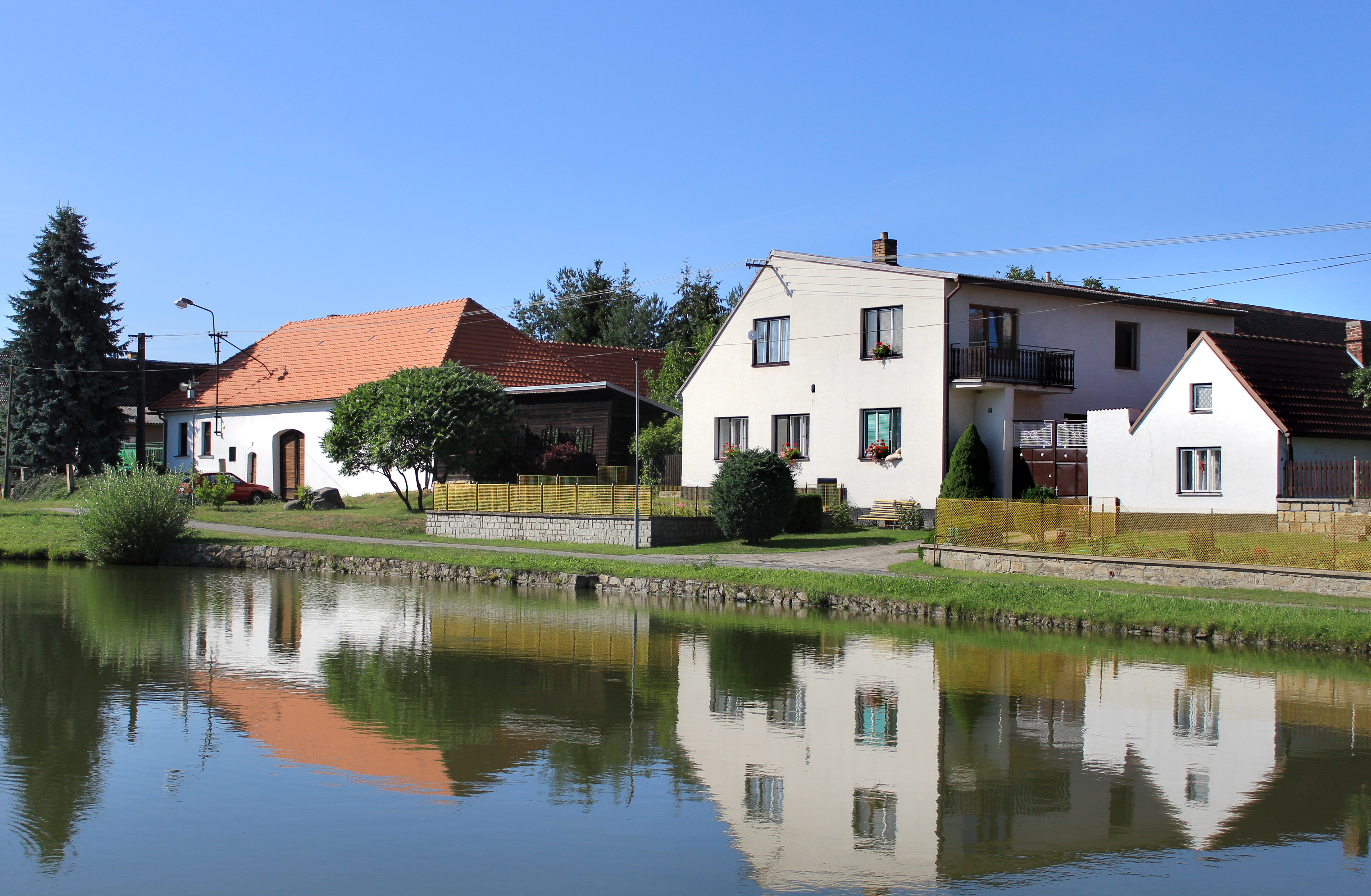
Häuser am westlichen Dorfteich

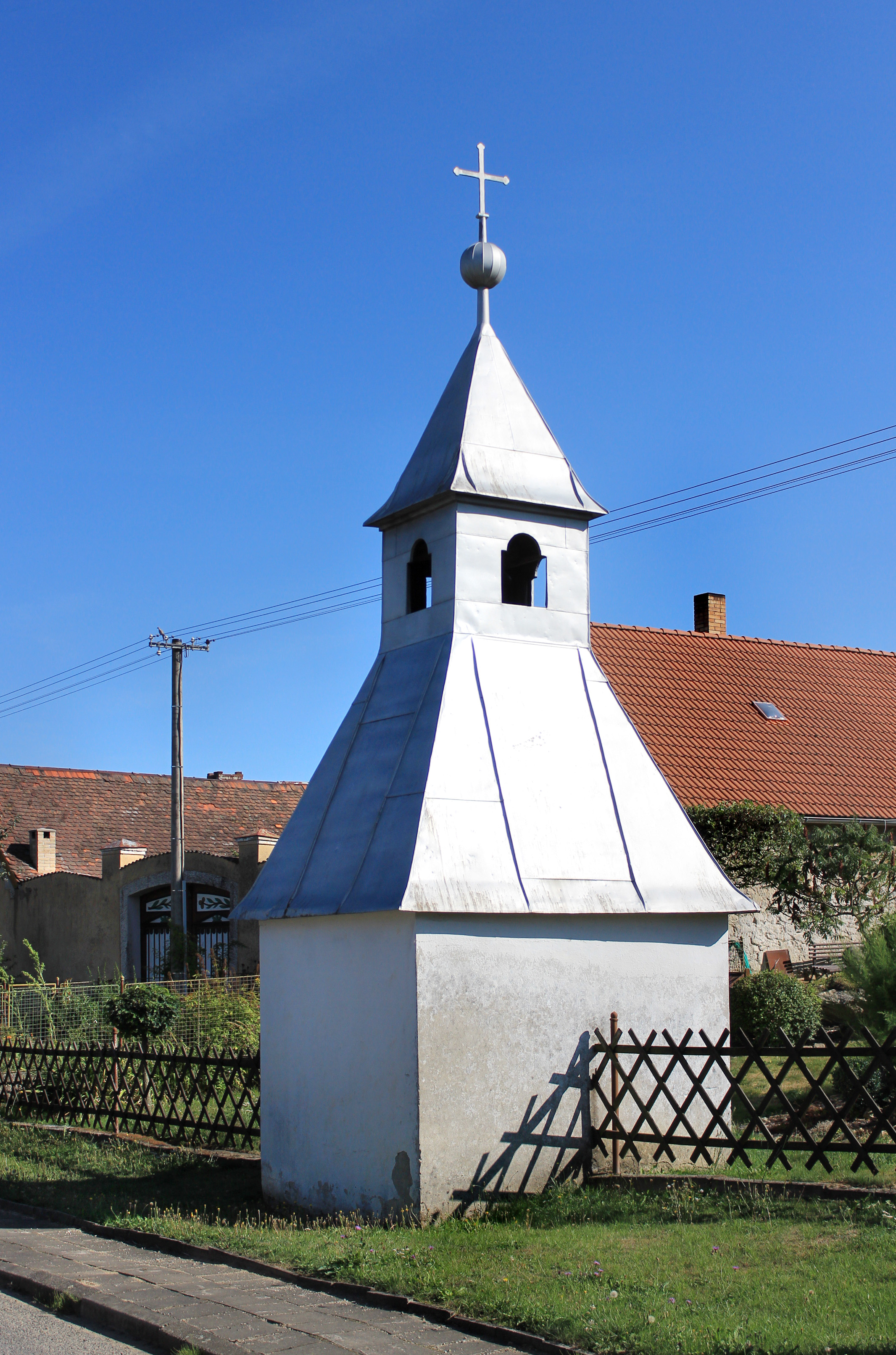
Glockenhäusel auf dem Dorfanger

Prostřední Vydří (deutsch Mitterwiedern) ist ein Ortsteil der Stadt Dačice (Datschitz)  in Tschechien. Er liegt fünf Kilometer nordwestlich von Dačice – als Exklave vom übrigen Stadtgebiet abgetrennt – und gehört zum Okres Jindřichův Hradec.

## Geographie
Das Angerdorf Prostřední Vydří befindet sich an einem rechten Zufluss zum Bach Vyderský potok in der Dačická kotlina (Datschitzer Becken). Nördlich erhebt sich der Na Kopcích (530 m n.m.), im Nordosten der Přes dvůr (511 m n.m.), östlich der Vojtův vrch (537 m n.m.), im Südwesten der V Kopcích (561 m n.m.), westlich der Háj (564 m n.m.) sowie im Nordwesten der U Sosní (591 m n.m.) und der Mysletický pahorek (581 m n.m.). Knapp zwei Kilometer nordöstlich liegt der Jüdische Friedhof Velký Pěčín.
Nachbarorte sind Zadní Vydří im Norden, Myslůvka, Slaviboř und Černíč im  Nordosten, Velký Pěčín im Osten, Malý Pěčín und Kostelní Vydří im Südosten, Dolní Němčice im Süden, Volfířov im Südwesten, Šach und Lipová im Westen sowie Řečice, Víska, Mysletice und Borovná im Nordwesten.

## Geschichte
Der Ort wurde vermutlich im 13. Jahrhundert im Zuge der Kolonisation der Gegend durch die Herren von Ranožír gegründet und gehörte bis zur Mitte des 14. Jahrhunderts zum Gut Wydrzie. Die erste urkundliche Erwähnung von Wydrzie Medyocra erfolgte im Jahre 1364, als eine nicht näher genannte Budislawa dem Johann Kadalice von Řečic elf Lahn in dem Dorf intabulieren ließ. Der Ortsname leitet sich vom Wassermarder (Vydra) sowie der mittigen Lage zwischen zwei weiteren Dörfern namens Vydří ab. 1390 erwarben die Herren von Neuhaus das Dorf und schlugen es ihrer Herrschaft Teltsch zu. Nach dem Tod des letzten männlichen Nachkommen der Herren von Neuhaus, Joachim Ulrich von Neuhaus, erbte dessen Besitzungen 1604 seine Tochter Lucie Ottilie, die seit 1602 mit Wilhelm Slawata verheiratet war. Ab 1678 wurde die Ortsnamensform Mitter Wiedern verwendet. Nach dem Tod des letzten Grafen Slavata von Chlum und Koschumberg fiel Mitter Wiedern als Teil der Herrschaft Teltsch 1702 an Franz Anton von Liechtenstein-Kastelkorn, dessen gleichnamiger Enkel die Herrschaft 1754 an Alois Podstatský von Prusinowitz vererbte. Weitere Namensformen waren Mitterwiedern (1718) und Mitter Widern (ab 1720). Im Jahre 1791 lebten in den 20 Häusern von Mitter-Widern 141 Personen. Zum Dorf gehörten 270 Joch mittelmäßiges Ackerland sowie einige Gärten, Wiesen und Hutweiden.
Im Jahre 1835 bestand das im Iglauer Kreis gelegene Dorf Mitter-Widern bzw. Wydřj prostřednj aus 23 Häusern mit 133 mährischsprachigen Einwohnern, darunter 10 Protestanten Augsburgischen Bekenntnisses. Katholischer Pfarr- und Schulort war Kirch-Widern. Die Protestanten gehörten zur Pfarrgemeinde Groß-Lhota. Bis zur Mitte des 19. Jahrhunderts blieb das Dorf der Fideikommissherrschaft Teltsch untertänig, Besitzer waren die Grafen von Podstatzky-Liechtenstein.
Nach der Aufhebung der Patrimonialherrschaften bildete Mitter-Widern ab 1849 eine Gemeinde im Gerichtsbezirk Datschitz. Ab 1869 gehörte Prostřednj Wydřj zum Bezirk Datschitz. Zu dieser Zeit hatte die Gemeinde 140 Einwohner und bestand aus 24 Häusern. Ab 1872 wurden Prostřední Vydří und Mitterwiedern als Ortsnamen verwendet. Im Jahre 1900 lebten in Prostřední Vydří 159 Personen, 1910 waren es 135. Nach dem Zusammenbruch der k.k. Monarchie wurde die Gemeinde 1918 Teil der neu gebildeten Tschechoslowakei. Beim Zensus von 1921 lebten in den 22 Häusern der Gemeinde Prostřední Vydří / Mitterwiedern 132 Tschechen. Im Jahre 1930 bestand die Gemeinde Prostřední Vydří aus 25 Häusern und hatte 127 Einwohner. 1932 erfolgte die Elektrifizierung des Dorfes. Zwischen 1939 und 1945 war die Gemeinde Teil des Protektorats Böhmen und Mähren. Nach dem Ende des Zweiten Weltkrieges wurde Prostřední Vydří wieder Teil der Tschechoslowakei. Im Jahre 1950 lebten in den 24 Häusern von Prostřední Vydří nur noch 75 Personen. Mit Beginn des Jahres 1961 wurde Prostřední Vydří nach Kostelní Vydří eingemeindet und dem Okres Jindřichův Hradec zugeordnet. Im Jahre 1970 hatte Prostřední Vydří 69 Einwohner. Zum 1. Juli 1979 erfolgte die Eingemeindung nach Dačice. Im Jahre 1991 lebten in den 20 Wohnhäusern von Prostřední Vydří 51 Personen. Beim Zensus von 2011 bestand Prostřední Vydří aus 22 Häusern und hatte 52 Einwohner. 

## Gemeindegliederung
Der Ortsteil Prostřední Vydří bildet einen Katastralbezirk.

## Sehenswürdigkeiten
- Glockenhäusel auf dem Dorfanger
- Geschnitzte Otterskulptur auf dem Dorfanger
- Mehrere Flur- und Wegkreuze
- Gehöft Nr. 12
- Gehöft Nr. 4, der seit dem Ende des 18. Jahrhunderts nachweisliche Bauernhof gehörte über mehrere Generationen der Familie Chalupa. Im Jahre 1986 erwarb Ivan Martin Jirous das Gehöft. Ab den 1990er Jahren veranstaltete Jirous hier bis 2005 seine legendären Underground-Konzerte. Seine Nachkommen gründeten 2012 den von der Tochter Františka Jirousová geleiteten Verein Magorův statek, der 2018 in Statek uProstřed z. s. umbenannt wurde, mit dem Ziel der Erhaltung des verfallenen Gehöfts und dessen Nutzung für kulturelle Zwecke sowie der Errichtung eines Jirous-Archivs. Bis 2022 erfolgte der Wiederaufbau.[4]

## Persönlichkeiten
- Ivan Martin Jirous (1944–2011), der Dichter und Musiker erwarb 1986 das Gehöft Nr. 4